# Euphyia trujillaria
Euphyia trujillaria là một loài bướm đêm trong họ Geometridae.